# MaK G 320 B
A MaK G 320 B  kéttengelyes dízel-hidraulikus tolatómozdony-sorozat, melyet a Maschinenbau Kiel (MaK) gyártott 1965 és 1974 között, összesen 17 példányban. A sorozat három jól elkülöníthető típusból áll. A típust elsősorban az ipari vasutaknak gyártották a MaK 240 B utódjaként, a Maschinenbau Kiel legkisebb kardántengelyes mozdonyaként. A típus egyetlen példánya, az 1967-ben gyártott 220090-es gyári számmal ellátott mozdony rendelkezik a német járműnyilvántartásban szereplő számozással (98 80 0265).

## Fejlesztés
A Maschinenbau Kiel a MaK G 320 B sorozatot a MaK 240 B továbbfejlesztéseként kezdte gyártani 1965-ben a kieli üzemében. Elődjéhez hasonlóan az új mozdony kéttengelyes, azonban nem csatlórudas, hanem kardántengelyes hajtással és az első sorozatban Hurth-hajtóművel készült. Nem sokkal a típus piacra kerülése, öt legyártott példány után előjöttek az első konstrukciós hibák, amelyek különösen a hajtóművet érintették.
Ennek eredményeképp felülvizsgálták a mozdony kialakítását; az 1967-től szállított mozdonyok Voith-hajtóművet kaptak. Ebből az átdolgozott változatból összesen hat gépet gyártottak. A mozdonyok nagy részét luxemburgi acélipari vállalatoknak vagy az első sorozat mozdonyainak pótlására szállították.
1974-ben, egy újabb átdolgozás után elkészült a típus harmadik és egyben utolsó változata, amelyet kifejezetten a Krupp-Stahl-AG bochumi üzemére szabtak. A Krupp volt a típus egyetlen megrendelője. A különbség a korábban szállított gépekhez képest a kisebb teljesítményű motor és az áramlásfordítós hidraulikus hajtómű.
A típus a MaK-mozdonyok második generációjának legkisebb képviselője. A MaK elnevezési rendszerében az első betű az erőátvitel típusát, az azt követő számok a metrikus lóerőben kifejezett névleges teljesítményt, míg a záró betűk a tengelyelrendezést jelzik.

## Műszaki részletek
A sorozatot könnyű terhelésű vonali-, áruátszállító- és tolatási feladatok elvégzésére tervezték. Elődeikhez hasonlóan hengerelt szelvényekből hegesztett keretre épülnek. A mozdony kettő egyenlőtlen hosszúságú géptérrel rendelkezik, ezek között helyezkedik el a vezetőfülke. A hosszabb géptérben a motor és a hajtómű, míg a rövidebben a segédgépek vannak.
A típus első kettő sorozata a Mercedes-Benz „MB 846 Ab” típusú, 340 vagy 350 PS (250 vagy 257 kW), míg a harmadik sorozat a Klöckner–Humboldt–Deutz „F 12 L 413” típusú, 275 PS (202 kW) névleges teljesítményű dízelmotorját kapta. Az első sorozatot Hurth „PA 348” típusú hajtóművel szerelték, azonban hamar bebizonyosodott, hogy ez nem képes kielégítően ellátni a feladatát. A második és a harmadik sorozat Voith gyártmányú hajtóművet kapott, előbbit az „L 320 U”, utóbbit az „L 2r4 U” típussal szerelték. Az első sorozat mozdonyainak legnagyobb megengedett sebessége 40 km/h (25 mph), a második sorozatnak tolatófokozatban 33 km/h (21 mph), míg vonali fokozatban 60 km/h (37 mph), míg a harmadik sorozatnak 33 km/h (21 mph).

## Üzemeltetők
A mozdonyokat könnyű terhelésű tolatási szolgálatra értékesítették olyan magán-vasúttársaságoknak, mint a Jülicher Kreisbahn vagy a Siegkreis-Eisenbahn, valamint olyan acélműveknek, mint a Krupp-Stahl-AG. A második sorozat mozdonyait elsősorban luxemburgi acélműveknek adták el. A harmadik sorozat összes példányát a Krupp-Stahl-AG rendelésére gyártották. Néhány mozdonyt már az 1980-as években selejteztek, másokat külföldre adtak el.
| MaK G 320 B-mozdonyok listája |             |                         |                                            | |
| Gyártási szám                 | Gyártás éve | Első üzemeltető         | Legutóbbi üzemeltető                       | Megjegyzés                                                                                          |
| Első sorozat                  |             |                         |                                            | |
| 220079                        | 1965        | JK „V 34“               | On Rail                                    | 2006-ban selejtezték                                                                                |
| 220080                        | 1965        | FKH-WR „502“            | railogic GmbH „V 32.01“                    | 2016-ban selejtezték                                                                                |
| 220081                        | 1966        | Siegkreis-Eisenbahn „1“ | Servizi Ferroviari „K 248“                 | Az IPE Locomotori a 2000-es években átépítette, kizárólag az alváz maradt meg az eredeti mozdonyból |
| 220082                        | 1966        | Siegkreis-Eisenbahn „2“ | Ing. De Aloe Costruzioni „IT-RFI 270506-6“ | |
| 220083                        | 1966        | Shell AG „V 1“          | HAW Linings GmbH „1“                       | Robbanásbiztos kivitel                                                                              |
| Második sorozat               |             |                         |                                            | |
| 220090                        | 1967        | JK „V 35“               | Gesellschaft für Fahrzeugtechnik           | UIC-pályaszáma: 98 80 0265 010-5 D-GfF                                                              |
| 220091                        | 1966        | ARBED „10“              | CFL Cargo „101“                            | 2017-ben selejtezték                                                                                |
| 220092                        | 1969        | ARBED „11“              | CFL Cargo „102“                            | |
| 220093                        | 1971        | ARBED „12“              | CFL Cargo „103“                            | |
| 220097                        | 1971        | ARBED „13“              | CFL Cargo „104“                            | |
| 220098                        | 1971        | Donau Chemie            | Donau Chemie                               | |
| Harmadik sorozat              |             |                         |                                            | |
| 220099                        | 1974        | KS-WB „KS-WB 321“       | Koole Tankstorage Botlek B.V.              | |
| 220100                        | 1974        | KS-WB „KS-WB 322“       | LSB Lok Service Balmer                     | |
| 220101                        | 1974        | KS-WB „KS-WB 323“       | DEW „23“                                   | |
| 220102                        | 1974        | KS-WB „KS-WB 324“       | IPE Locomotori S.r.l.                      | |
| 220103                        | 1974        | KS-WB „KS-WB 325“       | MaK                                        | 1982-ben selejtezték                                                                                |
| 220104                        | 1974        | KS-WB „KS-WB 326“       | MaK                                        | 1982-ben selejtezték                                                                                |

## Fordítás
- Ez a szócikk részben vagy egészben  a   MaK G 320 B című német Wikipédia-szócikk ezen változatának fordításán alapul.  Az eredeti cikk szerkesztőit annak laptörténete sorolja fel. Ez a jelzés csupán a megfogalmazás eredetét és a szerzői jogokat jelzi, nem szolgál a cikkben szereplő információk forrásmegjelöléseként.